# 日向翔梧
日向 翔梧（ひなた しょうご、	1983年10月7日 - ）は、日本のアクティングコーチ、ナレーター、声優、舞台俳優。ALBA所属。愛知県 出身。
愛知学院大学法学部卒業。
株式会社ONE to ONEスクール代表取締役
日本アクティングコーチ連盟®会員
日本アクティングコーチ連盟®認定アクティングティーチャー
ハラスメント講習受講済み
演技講師としての経歴
2013年
演技講師としての活動を開始。
2019年
YouTube 「ひなたの教室」 を開設し、演技指導を発信。
2020年
オンラインレッスンを先駆けて導入。生徒が急増し、ONE to ONEスクールを開校。現在、20名のプロ講師陣が在籍。
2022年
生徒たちが安心して学べる環境を提供するため、資格取得の勉強をスタート。
2023年
600時間の研修＆試験をクリアし、日本アクティングコーチ連盟®認定のアクティングティーチャーの資格取得。現在、マンツーマンレッスン（対面・オンライン）を中心に、「本物の演技基礎」を学べるグループレッスンも強化中。指導内容はマイズナーテクニックをベースにしている。声優・俳優・ナレーター志望者が、確実に成長できる指導を提供。スクール在校生は、演技未経験者〜養成所生〜プロの声優・俳優まで、多岐にわたる。